# Iván Velasco
Iván Velasco Murillo, född 7 februari 1980 i Mondragón, Baskien, är en spansk professionell tävlingscyklist. Han blev professionell med det spanska stallet Orbea 2006. Men sedan 2007 tävlar den baskiska cyklisten för det baskiska UCI ProTour-stallet Euskaltel-Euskadi. Han kom till det baskiska stallet tillsammans med tre av sina stallkamrater från Orbea, Rubén Perez, Beñat Albizuri och Alan Perez.
Iván Velasco deltog i Giro d'Italia 2007, där han slutade som 76:a. Även året därpå gick han delta i Giro d'Italia och slutade det året 54:a.
Velasco har inte tagit några professionella segrar i sin karriär. 
Under säsongen 2006 slutade han elva på Tour du Limousin, 14:e i Vuelta Ciclista a la Rioja och 13:e på Circuito de Getxo.

## Stall
- Orbea 2006
- Euskaltel-Euskadi 2007–